# Os Quarenta e cinco guardas
Os Quarenta-cinco guardas foram recrutados pelo Jean Louis de Nogaret de La Valette, Duque de Épernon para prover proteção confiável a Henrique III de França em meio à Guerra dos Três Henriques.
Os Quarenta-cinco eram oriundos da baixa nobreza (muitos da Gasconha), com pouco mais de um cavalo, uma espada, e alguns hectares de terra para viver. A serviço do rei, eles recebiam um generoso salário (pelos seus padrões). Em contrapartida, 15 estavam permanentemente de prontidão, dia e noite, a disposição do rei.
Após a revolta da Liga Católica em Paris, o Rei Henrique III foi forçado a fugir para Blois, lá, ele encenou um golpe de estado, recuperou o controle das Assembleia dos Estados Gerais, empregando os Quarenta-cinco para matar, Henrique I, Duque de Guise, quando ele veio para encontrar o rei no Château de Blois, em 23 de dezembro de 1588, e seu irmão, Luís II, o Cardeal de Guise, no dia seguinte.
Depois que o Rei Henrique III foi assassinado por Jacques Clément, a coroa da França passou para Henrique IV de Navarra. Os Quarenta-cinco passaram então a protegê-lo e serviram-no fielmente até sua morte, também por assassinato – ironicamente, na conspiração em que Épernon parece ter sido envolvido..
As façanhas de Henrique III e dos Quarenta e cinco guardas são o assunto de Os Quarenta e Cinco por Alexandre Dumas.